# Francisco Ribera Gómez
Francisco Ribera Gómez (Madrid, 1907 - Barcelona, 1996) was een Spaans kunstschilder.

## Levensloop
Ribera Gómez was eerst leerling bij zijn vader José Ribera Blàzquez. Daarna studeerde hij aan de Kon. Academie San Fernando (bij Moreno Carbonero, Julio Romero de Torres en Mateo Inurria). Hij debuteerde in 1928 in het salon van Madrid.
In 1933 verhuisde hij naar Barcelona waar hij directeur werd van het reclamebureau Walter Thompson. In 1945 werd hij docent aan de Academie van Barcelona en was er van 1964 tot 1972 directeur.

## Zijn schilderkunst
De schilderkunst van Francisco Ribera Gómez is heel herkenbaar: het is figuratief, behandelt traditionele  Spaanse thematiek, staat ver af van de actuele kunststromingen van zijn tijd en heeft een op het romantisch sentiment werkende ondertoon die velen als kitsch zullen ervaren.
Zijn thematiek is conventioneel: vaak jonge vrouwen met uitgesproken zuiderse trekken, die poseren voor een landschap. Bij hen, meestal een attribuut of accessoires : een waaier, een waterkruik, een bos bloemen, dood wild, visgerei, schelpen, zeesterren, fruit, een wijnfles... In mindere mate schilderde hij koppels man/vrouw of mannen (of jongens) alleen. Deze laatste dan meestal als jagers, herders of vissers. Soms heeft zijn werk een erotische geladenheid en zitten zijn vrouwelijke modellen halfnaakt.
Zijn kunst was in de jaren 40 tot '70 van de vorige eeuw razend populair en werd ook via kalenderillustraties en in losse kleurendrukreproducties verspreid.  De kalenders waarvan sprake waren die van de in Spanje erg populaire Calendario UEE (Union Espanola de Explosivos). Daardoor werden zijn schilderijen ook vaak gecopieërd in het dilettantencircuit.  
Ribera Gomez was ook afficheontwerper.
Andere Spaanse schilders die overeenkomsten vertonen met de stijl van Francisco Ribera Gómez waren Gil Guerra, José Puyet Padilla (1924-2006) en Domingo Huetos (°1921).